# Subbekasha flabellifera
Subbekasha flabellifera är en spindelart som beskrevs av Alfred Frank Millidge 1984. Subbekasha flabellifera ingår i släktet Subbekasha och familjen täckvävarspindlar. Inga underarter finns listade i Catalogue of Life.